# Namibische Siebener-Rugby-Nationalmannschaft
Die namibische Siebener-Rugby-Nationalmannschaft repräsentiert als Auswahlmannschaft der Namibia Rugby Union (NRU) auf internationaler Ebene Namibia im Siebener-Rugby. Die Mannschaft konnte sich zwei Mal in den 1990er Jahren für eine Siebener-Rugby-Weltmeisterschaft qualifizieren.

## Bilanzen
Größter Erfolg war der Gewinn der Trostrunde beim South Africa Sevens 2001 in Südafrika.

### Weltmeisterschaften
- 1993  Schottland – Vorrunde
- 1997  Hongkong – Trostrunde
- 2001  Argentinien – nicht qualifiziert
- 2005  Hongkong – nicht qualifiziert
- 2009  Vereinigte Arabische Emirate – nicht qualifiziert
- 2013  Russland – nicht qualifiziert
- 2018  Vereinigte Staaten – nicht teilgenommen
- 2022  Südafrika – nicht qualifiziert

### Commonwealth Games
- 1998  Malaysia – nicht teilgenommen
- 2002  England – nicht teilgenommen
- 2006  Australien – Trostrunde
- 2010  Indien – nicht teilgenommen
- 2014  Schottland – nicht teilgenommen
- 2018  Australien – nicht teilgenommen
- 2022  England – nicht teilgenommen